# SERPINE1
SERPINE1 (англ. Serpin family E member 1) – білок, який кодується однойменним геном, розташованим у людей на короткому плечі 7-ї хромосоми. Довжина поліпептидного ланцюга білка становить 402 амінокислот, а молекулярна маса — 45 060.
| 10         |  | 20         |  | 30         |  | 40         |  | 50         |
| ---------- |  | ---------- |  | ---------- |  | ---------- |  | ---------- |
| MQMSPALTCL |  | VLGLALVFGE |  | GSAVHHPPSY |  | VAHLASDFGV |  | RVFQQVAQAS |
| KDRNVVFSPY |  | GVASVLAMLQ |  | LTTGGETQQQ |  | IQAAMGFKID |  | DKGMAPALRH |
| LYKELMGPWN |  | KDEISTTDAI |  | FVQRDLKLVQ |  | GFMPHFFRLF |  | RSTVKQVDFS |
| EVERARFIIN |  | DWVKTHTKGM |  | ISNLLGKGAV |  | DQLTRLVLVN |  | ALYFNGQWKT |
| PFPDSSTHRR |  | LFHKSDGSTV |  | SVPMMAQTNK |  | FNYTEFTTPD |  | GHYYDILELP |
| YHGDTLSMFI |  | AAPYEKEVPL |  | SALTNILSAQ |  | LISHWKGNMT |  | RLPRLLVLPK |
| FSLETEVDLR |  | KPLENLGMTD |  | MFRQFQADFT |  | SLSDQEPLHV |  | AQALQKVKIE |
| VNESGTVASS |  | STAVIVSARM |  | APEEIIMDRP |  | FLFVVRHNPT |  | GTVLFMGQVM |
| EP         |  |            |  |            |  |            |  |            |

A: Аланін

C: Цистеїн

D: Аспарагінова кислота

E: Глутамінова кислота

F: Фенілаланін

G: Гліцин

H: Гістидин

I: Ізолейцин

K: Лізин

L: Лейцин

M: Метіонін

N: Аспарагін

P: Пролін

Q: Глутамін

R: Аргінін

S: Серин

T: Треонін

V: Валін

W: Триптофан

Кодований геном білок за функціями належить до інгібіторів протеаз, інгібіторів серинових протеаз. 
Задіяний у такому біологічному процесі, як альтернативний сплайсинг. 
Секретований назовні.